# The Neon God: Part 2 - The Demise
The Neon God: Part 2 - The Demise é um álbum conceitual e o décimo segundo álbum de estúdio da banda estadunidense de heavy metal W.A.S.P., lançado em 28 de setembro de 2004. É a continuação da história do garoto Jesse, que acha que tem habilidade de ler e manipular as pessoas.

## Faixas
1. "Never Say Die" – 4:40
2. "Resurrector" – 4:25
3. "The Demise" – 4:01
4. "Clockwork Mary" – 4:19
5. "Tear Down The Walls" – 3:40
6. "Come Back To Black" – 4:49
7. "All My Life" – 2:35
8. "Destinies To Come (Neon Dion)" – 4:35
9. "The Last Redemption" – 13:39